# Helena Mattsson
Helena Mattsson (Estocolmo, 30 de Março de 1984) é uma atriz sueca que atualmente vive e trabalha em Hollywood.
Mattsson cresceu em Estocolmo,mas ainda jovem se mudou para Londres, Inglaterra, onde teve aulas em uma escola de teatro. Aos 19 anos de idade ela se mudou para Hollywood, nos Estados Unidos da América, onde ainda reside. Em 2007 ela estrelou o filme Species: The Awakening, e foi escolhida para o elenco do filme You and I. Mattsson também apareceu vídeo musical Country Girl, da banda escocesa de rock alternativo Primal Scream, em 2006. Ela também faz parte do elenco do filme da Disney The Surrogates.

## Filmografia

### Filmes
| Ano  | Título                          | Papel          |
| ---- | ------------------------------- | -------------- |
| 2006 | American Men Telefilme          | Anya           |
| 2007 | Species: The Awakening          | Miranda        |
| 2007 | Americanizing Shelley           | Atriz número 2 |
| 2007 | Rx Telefilme                    | Jennifer       |
| 2008 | You and I                       | Kira           |
| 2008 | Nobody                          | Lelle          |
| 2009 | The Surrogates                  | Kira           |
| 2012 | "Sete Psicopatas e um Shih Tzu" | Blonde Lady    |

### Séries de televisão
| Ano  | Título                                                  | Papel              |
| ---- | ------------------------------------------------------- | ------------------ |
| 2005 | Sex, Love & Secrets (episódio "Danger")                 | Alexis             |
| 2005 | CSI: NY (episódio "City Of The Dolls")                  | Lauren Redgrave    |
| 2006 | Kitchen Confidential (episódio "An Affair to Remember") | Bela loura         |
| 2007 | Cold Case (episódio "Cargo")                            | Kateryna Yechenko  |
| 2007 | CSI (episódio "City of the Dolls")                      | Lauren Redgrave    |
| 2007 | CSI: Miami (episódio "Chain Reaction")                  | Juliana Ravez      |
| 2008 | Two and a Half Men (episódio "Damn You, Eggs Benedict") | Ingrid             |
| 2009 | Rules of Engagement (episódio "Lyin' King")             | Martina            |
| 2009 | Legend of the Seeker (episódio "Wizard")                | Salindra           |
| 2010 | NCIS: Los Angeles (episódio "Full Throttle")            | Johanna            |
| 2010 | Desperate Housewives (episódio "Chromolume No. 7")      | Irina Kosokov      |
| 2010 | Desperate Housewives (episódio "My Two Young Men")      | Irina Kosokov      |
| 2010 | Desperate Housewives (episódio "We All Deserve to Die") | Irina Kosokov      |
| 2010 | The Defenders (episódio "Pilot")                        | Tawney             |
| 2010 | The Mentalist (episódio "Red Hot")                      | Elsa Struven       |
| 2011 | Detroit 1-8-7 (episódio "Key to the city")              | Anna Gabov         |
| 2011 | Breakout Kings (episódio "One for the Money")           | Heather Storrow    |
| 2011 | Nikita (episódio "Looking Glass")                       | Cassandra Ovechkin |
| 2011 | Nikita (episódio "London Calling")                      | Cassandra Ovechkin |
| 2015 | American Horror Story: Hotel                            | Agnetha            |

1. bdd